# GateKeeper
GateKeeper est un parcours de montagnes russes de type Wing Coaster du parc Cedar Point, situé à Sandusky, en Ohio aux États-Unis. L'ouverture au public eu lieu le 11 mai 2013. Le parcours contenait la plus haute inversion du monde sur des montagnes russes avant la construction de Steel Curtain a Kennywood.

## Historique

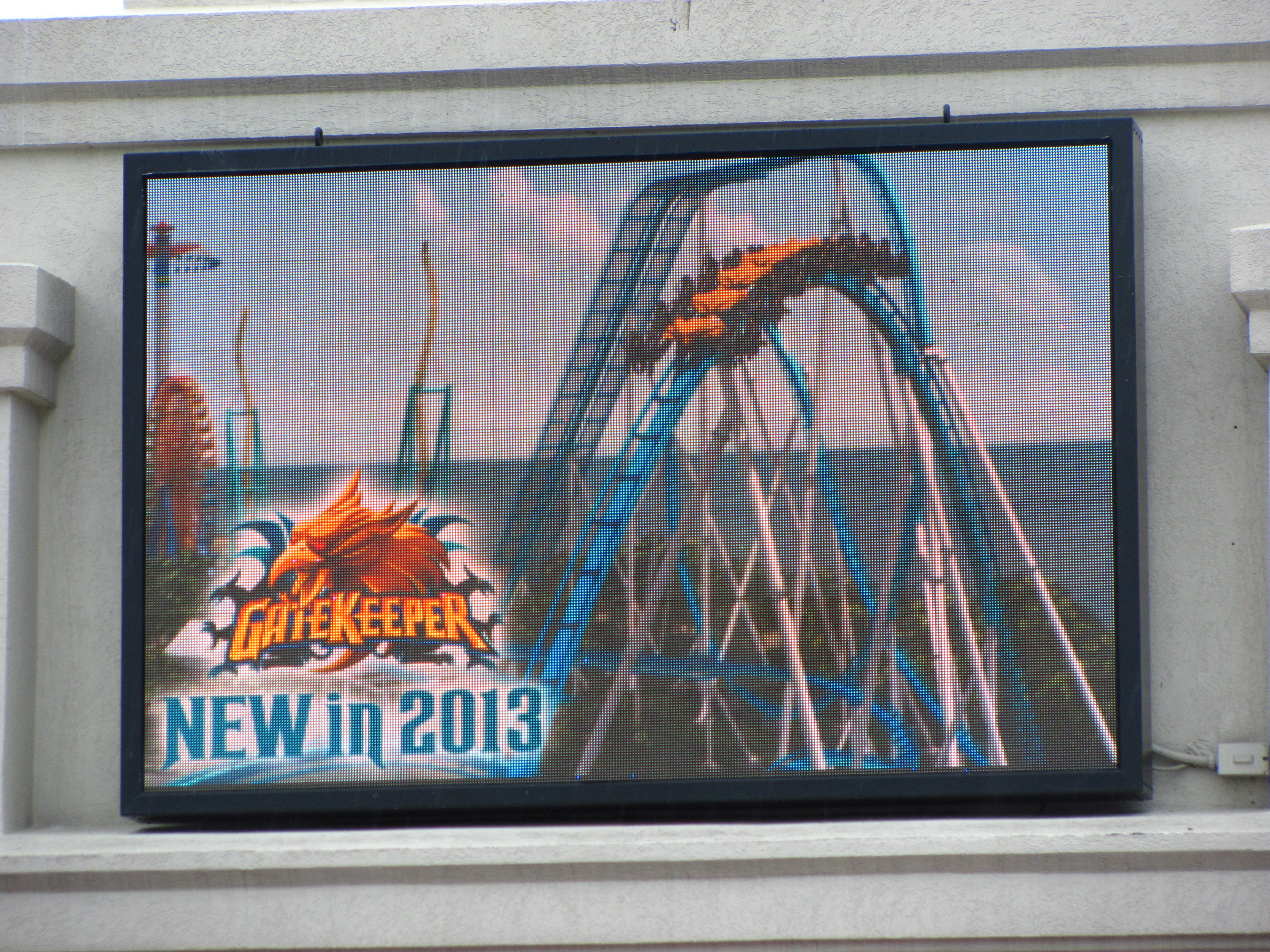
Panneau promotionnel à Cedar Point présentant GateKeeper en 2012.

GateKeeper a ouvert le 11 mai 2013.

## Parcours
Le parcours est composé d'une descente de 50 mètres et d'une longueur de 1 269,2 mètres. Il comporte 6 inversions et l'attraction utilise trois trains permettant d'accueillir chacun 32 personnes placées sur 8 wagons, en rangées de 4. Il contient une inversion de 52 mètres, qui lui a permis de battre le record la plus haute inversion du monde sur des montagnes russes. Le record a depuis été battu par Steel Curtain à Kennywood.